# Mejatto (Kwajalein)
Mejatto (auch: Majetto Island, Mejetto, Mejiyattō-tō, Meziyattō Tō) ist eine besiedelte Insel des Kwajalein-Atolls der Ralik-Kette im ozeanischen Staat der Marshallinseln (RMI).

## Geographie
Das Motu liegt am westlichsten Ende des Atolls. 2010 wurden 500 Einwohner gezählt.
Die Insel liegt am äußersten westlichen Rand der Lagune. Von dort aus zieht eine Reihe von Inseln noch weiter nach Westen bis nach Ebadon. Dazwischen liegen die Inselchen Bokan, Elenak, Aoj, Bikrik, Nennar und Jein. Im Osten schließen sich die Inseln Oreba und Bokliplip (O), sowie Tabik (der südöstlichen Riffkrone) an.

## Geschichte
Auf der Insel befand sich 1947 das Evakuierungslager der Bewohner von Rongdrik (Mejatto Rongerik Atoll radiation evacuees camp). Und als auf dem menschenleeren Rongdrik 1954 26 Soldaten stationiert wurden, um die Auswirkungen der auf Bikini gezündeten Bravo-Bombe zu dokumentieren. kamen die verstrahlten Soldaten der Wetterstation zur Beobachtung auf eine Militärbasis auf dem Kwajalein-Atoll, aber nach spätestens sechs Monaten wurden sie wieder als gesund entlassen.

## Klima
Das Klima ist tropisch heiß, wird jedoch von ständig wehenden Winden gemäßigt. Ebenso wie die anderen Orte der Vavaʻu-Gruppe wird Okoa gelegentlich von Zyklonen heimgesucht.